# Continental O-470
El Continental O-470 es una familia de motores a carburador de seis cilindros opuestos horizontalmente y enfriados por aire, diseñado especialmente para usarse en aviones livianos por Continental Motors. La familia incluye los motores E165, E185 y el E225. Ha estado en producción desde 1950.
El IO-470 es básicamente el mismo motor con inyección de combustible.

## Diseño y desarrollo
El primer motor de esta serie fue el motor E165, de 7,8 l, desarrollando 123 kW (165 hp), y el primero de la serie "E" de Continental. Versiones posteriores recibieron las designaciones E185 (138 kW [185 hp] continuos) y E225 (168 kW [225 hp]). Cuando las fuerzas armadas de Estados Unidos le dieron a todos la serie la designación O-470, la compañía la adoptó y los futuros modelos fueron conocidos como Continental O-470.
La familia de motores cubre el rango de 213 hp a 260 hp. El motor fue inicialmente desarrollado a fines de la década de 1940 y la certificación fue solicitada el 23 de octubre de 1950 sobre la base reguladora de la Parte 13 de las Civil Air Regulations, efectiva al 1 de agosto de 1949 y modificada por 13-1. El primer modelo O-470 fue certificado el 19 de enero de 1951.

## Variantes

### Modelos a carburador
E165-2
165 hp a 2050 rpm, peso en seco 159 kg, carburador Marvel-Schebler MA-4-5.
E165-3
165 hp a 2050 rpm, peso en seco 160 kg, carburador Bendix-Stromberg PS-5C o PS-5CD.
E165-4
165 hp a 2050 rpm, peso en seco 156 kg, carburador Bendix-Stromberg PS-5C o PS-5CD.
E185-1
205 hp a 2600 rpm por cinco minutos, 185 hp a 2300 rpm continuo, peso en seco 156 kg, carburador Bendix-Stromberg PS-5C o PS-5CD.
E185-2
185 hp a 2300 rpm, peso en seco 159 kg, carburador Marvel-Schebler MA-4-5r.
E185-3
205 hp a 2600 rpm por cinco minutos, 185 hp a 2300 rpm continuo, peso en seco 160 kg, carburador Bendix-Stromberg PS-5C o PS-5CD.
E185-5
185 hp a 2300 rpm, peso en seco 155 kg, carburador Bendix-Stromberg PS-5C o PS-5CD.
E185-8
205 hp a 2600 rpm por cinco minutos, 185 hp a 2300 rpm continuo, peso en seco 156 kg, carburador Bendix-Stromberg PS-5C o PS-5CD, idéntico al E185-1 pero con el arranque modificado.
E185-9
205 hp a 2600 rpm por cinco minutos, 185 hp a 2300 rpm continuo, peso en seco 159 kg, carburador Bendix-Stromberg PS-5C o PS-5CD, idéntico al E185-3 pero con el arranque modificado.
E185-10
205 hp a 2600 rpm por cinco minutos, 185 hp a 2300 rpm continuo, peso en seco 159 kg, carburador Bendix-Stromberg PS-5C o PS-5CD.
E185-11
205 hp a 2600 rpm por cinco minutos, 185 hp a 2300 rpm continuo, peso en seco 156 kg, carburador Bendix-Stromberg PS-5C o PS-5CD, idéntico al E185-8 pero con los soportes de montaje modificados.
E225-2
225 hp a 2650 rpm, peso en seco 163 kg. Certificado el 19 de julio de 1951.
E225-4
225 hp a 2650 rpm, peso en seco 161 kg. Certificado el 5 de julio de 1952.
E225-8
225 hp a 2650 rpm, peso en seco 157 kg. Certificado el 12 de julio de 1950.
E225-9
225 hp a 2650 rpm, peso en seco 165 kg. Certificado el 30 de octubre de 1950.
O-470-2
250 hp a 2600 rpm, peso en seco 219 kg, modelo con compresor. Certificado el 2 de febrero de 1955.
O-470-4
225 hp a 2600 rpm, peso en seco 188 kg, previamente designado 0-470-13B. Es idéntico al modelo 0-470-13A excepto por usar un carburador Bendix-Stromberg Modelo PS-5CD en lugar del PS-5C. Certificado el 19 de enero de 1951.
O-470-7
Motor militar no certificado, idéntico al E185-3, 205 hp a 2600 rpm, peso en seco 159 kg, carburador Bendix-Stromberg PS-5C o PS-5CD. Cuando está equipado con bujías de 18 mm se lo denomina 0-470-7A.
O-470-11
213 hp a 2600 rpm, peso en seco 177 kg. Certificado el 19 de enero de 1951.
O-470-11B
213 hp a 2600 rpm, peso en seco 177 kg, idéntico al 0-470-11 pero con pistones y cilindros del 0-470-15. Certificado el 19 de enero de 1951.
O-470-13
225 hp a 2600 rpm, peso en seco 188 kg. Certificado el 19 de enero de 1951.
O-470-13A
225 hp a 2600 rpm, peso en seco 188 kg, idéntico al 0-470-13 pero con un tacómetro adicional manejado por el árbol de levas. Certificado el 19 de enero de 1951.
O-470-15
213 hp a 2600 rpm, peso en seco 184 kg, idéntico al 0-470-11 excepto: control de hélice, montaje del motor revisado y pistones de faldones largos. Certificado el 19 de enero de 1951.
O-470-A
225 hp a 2600 rpm, peso en seco 171 kg. Certificado el 4 de diciembre de 1952.
O-470-B
240 hp a 2600 rpm, peso en seco 186 kg, similar al O-470-A pero con más potencia, configuración del amortiguador del cigüeñal, incorporación de válvulas inclinadas, carburador de presión de tiro descendente y cambios en la inducción. Idéntico al E185-9. Certificado el 4 de diciembre de 1952.
O-470-E
225 hp a 2600 rpm, peso en seco 177 kg, el mismo O-470-A pero con carburador de presión de tiro descendente. Certificado 4 de diciembre de 1952.
O-470-G
240 hp a 2600 rpm, peso en seco 196 kg, similar al O-470-M excepto por la configuración del amortiguador del cigüeñal, cárter de aceite revisado, entrada de aire integral de fundición y soportes de montaje mejorados. Certificado el 4 de diciembre de 1952.
O-470-H
240 hp a 2600 rpm, peso en seco 224 kg, el mismo O-470-B con el eje de la hélice extendido, aprobado para instalarlo como propulsor. Certificado el 4 de diciembre de 1952.
O-470-J
225 hp a 2550 rpm, peso en seco 171 kg, el mismo O-470-A excepto por tener reducidas las rpm máximas, el manifold y el tubo de balance. Certificado el 4 de diciembre de 1952.
O-470-K
230 hp a 2600 rpm, peso en seco 183 kg, similar al O-470-J excepto en las rpm máximas, configuración del amortiguador del cigüeñal, incorporación de culatas con cubierta moldeada y montajes revisados. Certificado el 4 de diciembre de 1952.
O-470-L
230 hp a 2600 rpm, peso en seco 183 kg, similar al O-470-K excepto por el carburador reubicado, toma de aceite revisada. Certificado el 4 de diciembre de 1952.
O-470-M
240 hp a 2600 rpm, peso en seco 186 kg, similar al O-470-B excepto por la configuración del amortiguador del cigüeñal y culatas de cubierta moldeada. Certificado el 4 de diciembre de 1952.
O-470-N
240 hp a 2600 rpm, peso en seco 186 kg, similar al O-470-M excepto por la configuración del amortiguador del cigüeñal. Certificado el 4 de diciembre de 1952.
O-470-P
240 hp a 2600 rpm, peso en seco 196 kg, idéntico al O-470-G excepto por la configuración del amortiguador del cigüeñal. Certificado el 4 de diciembre de 1952.
O-470-R
230 hp a 2600 rpm, peso en seco 182 kg, el mismo O-470-L excepto por la configuración del amortiguador del cigüeñal. Certificado el 4 de diciembre de 1952.
O-470-S
230 hp a 2600 rpm, peso en seco 182 kg, el mismo O-470-R excepto por refrigeración de aceite de los pistones. Certificado el 4 de diciembre de 1952.
O-470-T
230 hp a 2400 rpm, peso en seco 186 kg, similar al O-470-S excepto por el diseño del cigüeñal y las rpm máximas. Certificado el 4 de diciembre de 1952.
O-470-U
230 hp a 2400 rpm, peso en seco 187 kg, similar al O-470-S excepto por las máximas rpm y la configuración del amortiguador del cigüeñal. Certificado el 4 de diciembre de 1952.

### Modelos a inyección
IO-470-A
240 hp a 2600 rpm, peso en seco 196 kg, equipado con un inyector de combustible TCM 5580. Certificado el 4 de diciembre de 1952.
IO-470-C
250 hp a 2600 rpm, peso en seco 186 kg, equipado con un inyector de combustible TCM 5620 o 5827. Certificado el 4 de diciembre de 1952.
IO-470-D
260 hp a 2625 rpm, peso en seco 196 kg, equipado con un inyector de combustible TCM 5648, 5808 o 5832. Certificado el 14 de octubre de 1958.
IO-470-E
260 hp a 2625 rpm, peso en seco 195 kg, equipado con un inyector de combustible TCM 5648, 5808 o 5832. Certificado el 26 de noviembre de 1958.
IO-470-F
260 hp a 2625 rpm, peso en seco 193 kg, equipado con un inyector de combustible TCM 5648, 5808 o 5832. Certificado el 3 de diciembre de 1958.
IO-470-G
250 hp a 2600 rpm, peso en seco 195 kg, equipado con un inyector de combustible TCM 5648, 5808 o 5832. Certificado el 30 de marzo de 1959.
IO-470-H
260 hp a 2625 rpm, peso en seco 196 kg, equipado con un inyector de combustible TCM 5620-2. Certificado el 7 de agosto de 1959.
IO-470-J
225 hp a 2600 rpm, peso en seco 181 kg, equipado con un inyector de combustible TCM 5612-1. Certificado el 31 de julio de 1959.
IO-470-K
225 hp a 2600 rpm, peso en seco 181 kg, equipado con un inyector de combustible TCM 5807. Certificado el 9 de junio de 1960.
IO-470-L
260 hp a 2625 rpm, peso en seco 195 kg, equipado con un inyector de combustible TCM 5648, 5808 o 5832. Certificado el 9 de marzo de 1960.
IO-470-LO
260 hp a 2625 rpm, peso en seco 195 kg, equipado con un inyector de combustible TCM 5648, 5808 o 5832. Certificado el 26 de septiembre de 1967.
IO-470-M
260 hp a 2625 rpm, peso en seco 194 kg, equipado con un inyector de combustible TCM 5648, 5808 o 5832. Certificado el 10 de marzo de 1960.
IO-470-N
260 hp a 2625 rpm, peso en seco 196 kg, equipado con un inyector de combustible TCM 5830. Certificado el 9 de junio de 1960.
IO-470-P
250 hp a 2600 rpm, peso en seco 214 kg, equipado con un inyector de combustible TCM 5648. Certificado el 31 de marzo de 1961.
IO-470-R
250 hp a 2600 rpm, peso en seco 195 kg, equipado con un inyector de combustible TCM 5648, 5808 o 5832. Certificado el 7 de octubre de 1960.
IO-470-S
260 hp a 2625 rpm, peso en seco 195 kg, equipado con un inyector de combustible TCM 5648, 5808 o 5832. Certificado el 10 de mayo de 1961.
IO-470-T
250 hp a 2600 rpm, peso en seco 215 kg, equipado con un inyector de combustible TCM 5648. Certificado el 1 de julio de 1963.
IO-470-U
260 hp a 2625 rpm, peso en seco 193 kg, equipado con un inyector de combustible TCM 5648, 5808 o 5832. Certificado el 28 de agosto de 1963.
IO-470-V
260 hp a 2625 rpm, peso en seco 193 kg, equipado con un inyector de combustible TCM 5648, 5808 o 5832. Certificado el 15 de junio de 1965.
IO-470-VO
260 hp a 2625 rpm, peso en seco 193 kg, equipado con un inyector de combustible TCM 5648, 5808 o 5832. Certificado el 26 de septiembre de 1967.
LIO-470-A
250 hp a 2600 rpm, peso en seco 215 kg, equipado con un inyector de combustible TCM 6022. Idéntico al IO-470-T, excepto en que el cigüeñal gira en sentido inverso, para usarse en bimotores. Certificado el 18 de marzo de 1964.

### Modelo de helicóptero
FSO-470-A
260 hp a 3000 rpm, peso en seco 533 kg, con turbocompresor, especialmente aprobado para helicópteros. Certificado el 2 de febrero de 1955.

## Aplicaciones
E165
- Boisavia Mercurey
- Luscombe 11

E185
- Beechcraft Bonanza
- Macchi M.B.320
- Muniz Casmuniz 52

E225
- T-34 Mentor
- Fletcher FD-25
- Fletcher FL-23

O-470
- Beechcraft Bonanza
- Cessna 180
- Cessna 182
- Cessna 187
- Cessna 188
- Cessna 310
- DINFIA IA 53
- Fanaero-Chile Chincol
- Fuji KM-2
- HAL Krishak
- Meyers 200
- O-1 Bird dog
- SIAI-Marchetti FN.333 Riviera

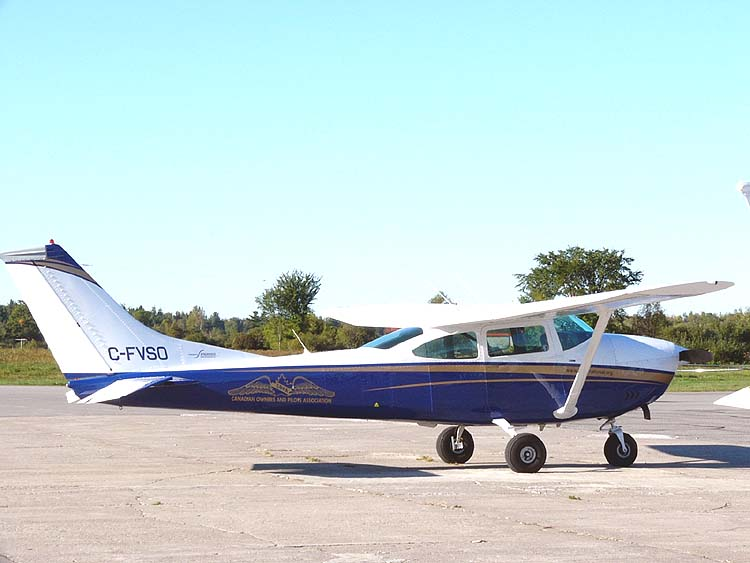
Un Cessna 182K, equipado con un motor Continental O-470R

- Stinson 108 (modificado bajo un STC)
- Yeoman Cropmaster

IO-470
- Auster AOP.9
- Beechcraft Baron
- Cessna 210A
- Cessna 310
- PAC Fletcher
- Procaer Picchio
- Ryan Navion

## Especificaciones (O-470-11)
Referencia: Type Certificate Data Sheet E-269
- Tipo: motor de pistones de 6 cilindros horizontalmente opuestos, enfriado por aire
- Diámetro cilindro: 127 mm
- Carrera pistón: 101,6 mm
- Compresión=7:1
- Cilindrada: 7.800 cc
- Peso: 177 kg
- Válvulas: una válvula de escape y una de admisión por cilindro
- Alimentación: carburador Bendix-Stromberg Modelo PS-5C
- Combustible: gasolina 80/87 octanos
- Lubricación: cárter seo
- Refrigeración: por aire
- Potencia: 213 hp (159 kW) a 2,575 rpm
- Potencia/cilindrada: 27,45 hp/l (20,4 kW/l)
- Potencia/peso: 1,19 hp/kg (0,90 kW/kg)